# Новонікольський (Благовіщенський район)
Новоні́кольський (рос. Новоникольский, башк. Яңы Никольск) — присілок (у минулому селище) у складі Благовіщенського району Башкортостану, Росія. Входить до складу Тугайської сільської ради.
Населення — 21 особа (2010; 6 в 2002).
Національний склад:
- росіяни — 100 %